# استعادة المانشو
استعادة المانشو أو استعادة دينغسي (بالصينية: 丁巳 復辟)، والمعروفة أيضًا باسم استعادة تشانغ شون (بالصينية المبسطة: 张勋 复辟؛ بالصينية التقليدية: 張勳 復辟)، أو استعادة شوينتونغ (بالصينية المبسطة: 宣统 复辟؛ بالصينية التقليدية: 宣統 復辟)، كانت محاولة لاستعادة النظام الإمبراطوري الصيني من قبل الجنرال تشانغ شون، الذي استولى جيشه على بكين وأعاد لفترة وجيزة تنصيب الإمبراطور بوئي آخر إمبراطور من أسرة تشينغ على العرش. استمرت عملية الاستعادة بضعة أيام فقط، من 1 يوليو عام 1917 حتى 12 يوليو عام 1917، وسرعان ما سيطرت القوات الجمهورية على الوضع. على الرغم من الاسم الشائع للانتفاضة (استعادة المانشو)، كان جميع الانقلابيين الرجعيين تقريبًا من قومية الهان.

## الخلفية
على الرغم من الإطاحة بسلالة تشينغ في عام 1912، إلا أن الكثير من الناس في الصين كانوا يرغبون باستعادتها. اعتقدت إثنيتا المانشو والمغول أن الحكومة الجمهورية الجديدة في الصين تمارس التمييز ضدهما، وبالتالي أصبحت الاستعادة مرغوبة بين هذه المجموعات الإثنية. تمتعت أسرة تشينغ أيضًا بالدعم بين قطاعات من سكان الهان الصينيين أيضًا، كما هو الحال في شمال شرق الصين. شعر الكثيرون بخيبة أمل إزاء عجز الحكومة الجمهورية عن حل مشاكل الصين. وقد كان هناك العديد من الرجعيين والمسؤولين السابقين في أسرة تشينغ الذين تآمروا للإطاحة بالجمهورية. نتيجة لذلك، ظلت المجموعات المؤيدة لتشينغ غير ممثلة، وعلى الأخص الحزب الملكي، لكنها بقيت قوية في السياسة الصينية خلال العقد الأول من القرن العشرين. وانطلقت العديد من الانتفاضات الملكية، لكنها فشلت كلها. 
أدت المواجهة بين الرئيس لي يوانهونغ ورئيس الوزراء دوان كيروي حول الانضمام إلى دول الحلفاء في الحرب العالمية الأولى وإعلان الحرب على ألمانيا إلى اضطرابات سياسية في العاصمة بكين في ربيع عام 1917. 
غادر الحكام العسكريون بكين بعد إقالة دوان كيروي من منصب رئيس الوزراء. وتجمعوا في تيانجين، ودعوا القوات من المقاطعات إلى التمرد ضد لي والاستيلاء على العاصمة، على الرغم من معارضة البحرية والمقاطعات الجنوبية. وردًا على ذلك، في 7 يونيو عام 1917، طلب لي إلى الجنرال تشانغ شون التوسط في الموقف. طالب الجنرال تشانغ بحل البرلمان، الأمر الذي اعتبره لي غير دستوري.

## الاستعادة
في صباح الأول من يوليو عام 1917، استغل القائد الملكي الجنرال تشانغ شون الاضطرابات ودخل العاصمة، وأعلن استعادة بوئي كإمبراطور للصين في الساعة الرابعة صباحًا مع حاشية صغيرة وإحياء مملكة تشينغ التي ألغيت في وقت سابق في 12 فبراير عام 1912. وسرعان ما استسلمت شرطة العاصمة للحكومة الجديدة. نشر الجنرال شو لاحقًا مرسوم استعادة مزورًا بموافقة رئيس الجمهورية لي يوانهونغ. ودعمه العديد من المسؤولين الآخرين، مثل جنرال جيش المحيط الشمالي جيانغ تشاوزونغ، ووزير الحرب السابق لأسرة تشينغ وانغ شيجن، ووزير الشؤون المدنية زو جاباو، والدبلوماسي شيه جياشي. 
على مدار اليومين التاليين، جرى إعلان المراسيم في محاولة لدعم استعادة الإمبراطورية، ما أثار دهشة عامة الناس. في 3 يوليو فر لي من القصر الرئاسي مع اثنين من مساعديه ولجأ إلى حي المفوضيات، أولًا إلى المفوضية الفرنسية ثم إلى السفارة اليابانية لاحقًا.
قبل اللجوء إلى السفارة اليابانية، اتخذ لي بعض الإجراءات، بما في ذلك ترك الختم الرئاسي في القصر الرئاسي، وتعيين نائب الرئيس فنغ غوزانغ كرئيس بالوكالة، وإعادة دوان كيروي لمنصب رئيس الوزراء، في محاولة لتجنيدهم للدفاع عن الجمهورية.
تولى دوان على الفور قيادة القوات الجمهورية المتمركزة في تيانجين القريبة. في 5 يوليو عام 1917، استولت قواته على خط سكة حديد بكين - تيانجين على بعد 40 كيلومترًا من العاصمة. في نفس اليوم، غادر الجنرال تشانغ العاصمة للقاء الجمهوريين، ودعمت قواته بتعزيزات من المانشو. واجه تشانغ صعوبات كبيرة. عارضه كل أفراد الجيش الشمالي تقريبًا، واضطر إلى الانسحاب بعد أن سيطرت القوات الجمهورية على خطي السكك الحديدية الرئيسيين المؤديين إلى العاصمة. أمر دوان كيروي بقصف جوي لمجمع المدينة المحرمة، وجرى إرسال طائرة كاودرون طراز دي، بقيادة بان شيجانغ (潘世忠) مع قاذفة دو يويوان من قاعدة نانيوان الجوية لإسقاط ثلاث قنابل فوق المدينة المحرمة، ما تسبب في وفاة أحد المخصيين، وبأضرار طفيفة؛ تشير مصادر أخرى إلى أن طائرة كاودرون كانت بقيادة مدير مدرسة نانيوان للطيران تشين غويونغ (秦國 鏞). وكانت هذه أول حالة مسجلة لقصف جوي من قبل القوات الجوية الصينية في أوائل الحقبة الجمهورية. 
في اليوم التاسع من الاستعادة، استقال الجنرال تشانغ من مناصبه، واحتفظ فقط بقيادة قواته في العاصمة، التي كانت محاطة بالقوات الجمهورية. أعدت المحكمة الإمبراطورية المستعادة مرسومًا بالتنازل عن العرش لبوئي، لكن خوفًا من قوات تشانغ الملكية، لم تجرؤ على إعلان ذلك. بدأت المحكمة الإمبراطورية مفاوضات سرية مع القوات الجمهورية لمنع أي هجوم على المدينة، حتى أنها طلبت من المفوضيات الأجنبية التوسط بين الطرفين. تسبب عدم اليقين بشأن مصير البلاط الإمبراطوري ومصير الجنرال تشانغ بانهيار المفاوضات. أعلن الجنرالات الجمهوريون هجومًا عامًا على مواقع الملكيين صباح يوم 12 يوليو.
بدأ الهجوم في اليوم التالي، حيث تحصنت قوات الملكيين عند جدار معبد السماء. وبعد وقت قصير من بدء القتال، استؤنفت المفاوضات، ما أدى إلى تخلي الملكيين عن مواقعهم. وفر الجنرال تشانغ بخيبة أمل إلى حي المفوضيات. بمجرد هروب الجنرال تشانغ، دعت القوات الملكية إلى وقف إطلاق النار، وحدث ذلك على الفور.